# 涅克拉索夫卡站
涅克拉索夫卡站（羅馬化：Nekrasovka）是莫斯科地鐵涅克拉索夫卡線的一個車站。在2019年6月3日啟用。

## 命名
站名來自莫斯科東部涅克拉索夫卡區。